# Zu neuen Ufern
Zu neuen Ufern is een Duitse dramafilm uit 1937 onder regie van Detlef Sierck. De film werd destijds in Nederland uitgebracht onder de titel Verbannen.

## Verhaal
De Londense zangeres Gloria Vane wordt het hof gemaakt door officier Albert Finsbury. Na een zaak van fraude vlucht Albert naar Australië. Gloria neemt de schuld op zich en wordt als gevangene naar Australië verbannen.

## Rolverdeling
| Acteur                | Personage                    |
| --------------------- | ---------------------------- |
| Zarah Leander         | Gloria Vane                  |
| Willy Birgel          | Albert Finsbury              |
| Edwin Jürgensen       | Gouverneur Jones             |
| Carola Höhn           | Mary Jones                   |
| Viktor Staal          | Henry Hoyer                  |
| Erich Ziegel          | Dr. Magnus Hoyer             |
| Hilde von Stolz       | Fanny Hoyer                  |
| Jakob Tiedtke         | Kaasfabrikant Wells          |
| Robert Dorsay         | Bobby Wells                  |
| Ernst Legal           | Stout                        |
| Siegfried Schürenberg | Kapitein Gilbert             |
| Lina Lossen           | Directrice van het tuchthuis |
| Lissy Arna            | Gevangene Nelly              |
| Herbert Hübner        | Casinodirecteur              |
| Mady Rahl             | Soubrette                    |
| Bayume Mohamed Husen  | Bediende                     |